# European Film Award du meilleur scénariste

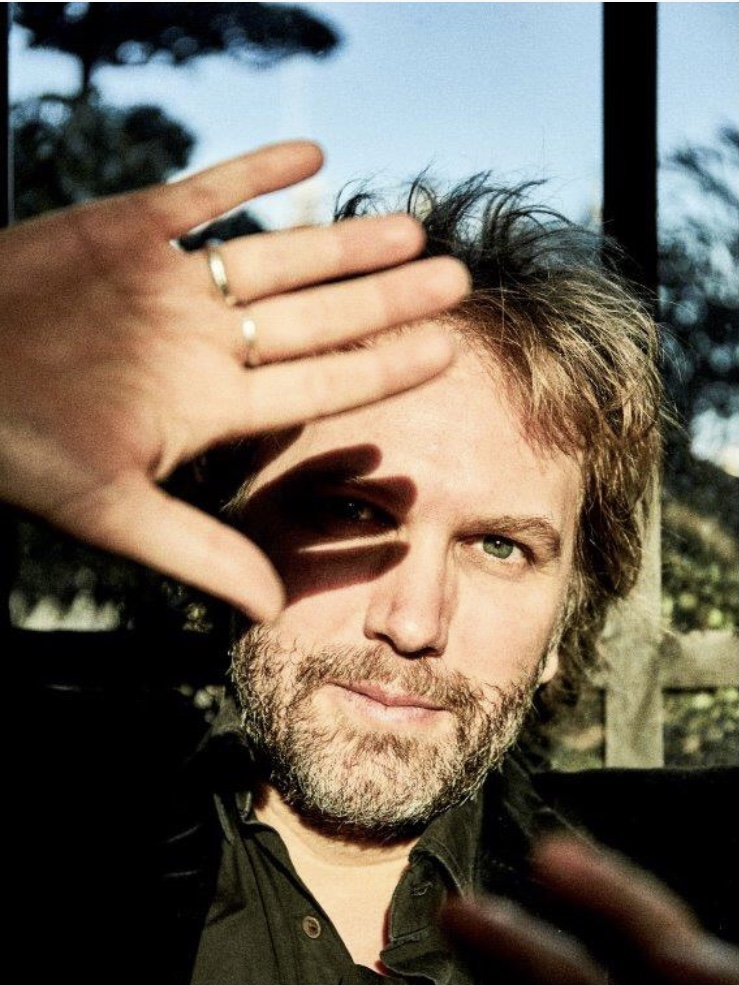
Florian Zeller en 2021, l'année où il remporte le prix.

Le Prix du cinéma européen du meilleur scénariste (European Film Award for Best Screenwriter) est une récompense cinématographique décernée depuis 1988 par l'Académie européenne du cinéma lors de la cérémonie annuelle des Prix du cinéma européen.

## Palmarès

### Années 1980 - 1990
- 1988 : Louis Malle pour Au revoir les enfants
- 1989 : Maria Khmelik pour La Petite Véra (Malenkaja Vera)
- 1990 : Vitali Kanevski pour  Bouge pas, meurs, ressuscite (Zamri, umri, voskresni!)
- 1991 : Jaco Van Dormael pour Toto le héros
- 1992 : István Szabó pour Chère Emma (Édes Emma, drága Böbe - vázlatok, aktok)
- 1993 - 1995 : non décerné
- 1996 : Arif Aliev, Sergueï Bodrov et Boris Giller pour Le Prisonnier du Caucase (Kavkazskiy plennik)
- 1997 : Chris Vander Stappen et Alain Berliner pour Ma vie en rose
- 1998 : Peter Howitt pour Pile et Face (Sliding Doors)
- 1999 : István Szabó et Israël Horovitz pour Sunshine

### Années 2000
- 2000 : Jean-Pierre Bacri et Agnès Jaoui pour Le Goût des autres
- 2001 : Danis Tanović pour No Man's Land
- 2002 : Pedro Almodóvar pour Parle avec elle (Hable con ella)
  - François Ozon pour Huit Femmes
- 2003 : Bernd Lichtenberg pour Good Bye, Lenin!
- 2004 : Jean-Pierre Bacri et Agnès Jaoui pour Comme une image
- 2005 : Hany Abu-Assad et Bero Beyer pour Paradise Now
- 2006 : Florian Henckel von Donnersmarck pour La Vie des autres (Das Leben der anderen)
- 2007 : Fatih Akın pour De l'autre côté (An der anderen Seite)
- 2008 : Maurizio Braucci, Ugo Chiti, Gianni Di Gregorio, Matteo Garrone, Massimo Gaudioso et Roberto Saviano pour Gomorra
- 2009 : Le Ruban blanc (Das weisse Band) – Michael Haneke
  - Un prophète – Nicolas Peufaillit, Abdel Raouf Dafri, Thomas Bidegain et Jacques Audiard

### Années 2010
- 2010 : Robert Harris et Roman Polanski pour The Ghost Writer
  - Jorge Guerricaechevarría et Daniel Monzón pour Cellule 211 (Celda 211)
  - Samuel Maoz pour Lebanon
  - Radu Mihaileanu pour Le Concert

- 2011 : les Frères Dardenne pour Le Gamin au vélo
  - Anders Thomas Jensen pour Revenge (Hævnen)
  - Aki Kaurismäki pour Le Havre
  - Lars von Trier pour Melancholia

- 2012 : Tobias Lindholm et Thomas Vinterberg pour La Chasse (Jagten)
  - Michael Haneke pour Amour
  - Cristian Mungiu pour Au-delà des collines (După dealuri)
  - Olivier Nakache et Éric Toledano pour Intouchables
  - Roman Polanski et Yasmina Reza pour Carnage

- 2013 : François Ozon pour Dans la maison
  - Paolo Sorrentino et Umberto Contarello pour La grande bellezza
  - Tom Stoppard pour Anna Karénine (Anna Karenina)
  - Giuseppe Tornatore pour The Best Offer (La migliore offerta)
  - Felix Van Groeningen et Carl Joos pour Alabama Monroe (The Broken Circle Breakdown)

- 2014 : Paweł Pawlikowski et Rebecca Lenkiewicz pour Ida
  - Nuri Bilge Ceylan et Ebru Ceylan pour Winter Sleep (Kiş Uykusu)
  - les Frères Dardenne pour Deux jours, une nuit
  - Steven Knight pour Locke
  - Andreï Zviaguintsev et Oleg Neguine pour Léviathan (Левиафан, Leviafan)

- 2015 : Yórgos Lánthimos et Efthýmis Filíppou pour The Lobster

- 2016 : Maren Ade pour Toni Erdmann

- 2017 : Ruben Östlund pour The Square

- 2018 : Paweł Pawlikowski pour Cold War (Zimna wojna)
  - Ali Abbasi, Isabella Eklöf et John Ajvide Lindqvist pour Border (Gräns)
  - Matteo Garrone, Ugo Chiti et Massimo Gaudioso pour Dogman
  - Gustav Möller et Emil Nygaard Albertsenpour The Guilty
  - Alice Rohrwacher pour Heureux comme Lazzaro (Lazzaro Felice)

- 2019 : Céline Sciamma pour Portrait de la jeune fille en feu
  - Robert Harris et Roman Polanski pour J'accuse
  - Giordano Gederlini, Ladj Ly et Alexis Manenti pour Les Misérables
  - Pedro Almodóvar pour Douleur et Gloire (Dolor y gloria)
  - Marco Bellocchio, Valia Santella, Ludovica Rampoldi et Francesco Piccolo pour Le Traître (Il traditore)

### Années 2020
- 2020 : Thomas Vinterberg et Tobias Lindholm pour Drunk (Druk)  Danemark
  - Pietro Marcello et Maurizio Braucci pour Martin Eden  Italie
  - Burhan Qurbani et Martin Behnke pour Berlin Alexanderplatz  Allemagne
  - Mateusz Pacewicz pour La Communion (Corpus Christi)  Pologne
  - Costa Gavras pour Adults in the Room  France
  - Damiano et Fabio D'Innocenzo pour Storia di vacanze (Favolacce)  Italie

- 2021 : Florian Zeller et Christopher Hampton pour The Father  Royaume-Uni
  - Radu Jude pour Bad Luck Banging or Loony Porn (Babardeală cu bucluc sau porno balamuc)  Roumanie
  - Jasmila Žbanić pour La Voix d'Aïda (Quo vadis, Aida ?)  Bosnie-Herzégovine
  - Paolo Sorrentino pour La main de Dieu (È stata la mano di Dio)  Italie
  - Joachim Trier et Eskil Vogt pour Julie (en 12 chapitres) (Verdens Verste Menneske)  Norvège

- 2022 : Ruben Östlund pour Sans filtre  Suède  France  Allemagne  Royaume-Uni  États-Unis
  - Arnau Vilaró et Carla Simón pour Nos soleils
  - Kenneth Branagh pour Belfast  Royaume-Uni
  - Lukas Dhont et Angelo Tijssens pour Close  Belgique  Pays-Bas  France
  - Ali Abbasi et Afshin Kamran Bahrami pour Les Nuits de Mashhad  Allemagne  Danemark  France  Suède

- 2023 : Arthur Harari et Justine Triet pour Anatomie d'une chute
  - Aki Kaurismäki pour Les Feuilles mortes
  - Agnieszka Holland, Gabriela Łazarkiewicz-Sieczko, Maciej Pisuk pour Green Border
  - İlker Çatak, Johannes Duncker pour La Salle des profs
  - Jonathan Glazer pour The Zone of Interest

- 2024 : Jacques Audiard pour Emilia Pérez
  - Line Langebek Knudsen et Magnus von Horn pour La Jeune Femme à l'aiguille
  - Pedro Almodóvar pour La Chambre d'à côté
  - Mohammad Rasoulof pour Les Graines du figuier sauvage
  - Coralie Fargeat pour The Substance